# 天團星計畫
《天團星計畫PLAN-S》是台灣一個新型態大型選秀團體造星養成實境網路節目，金星娛樂旗下的製作公司野火娛樂製作，由酷瞧監製，文化部影視及流行音樂產業局贊助，由手機遊戲勁舞團冠名，全台首發跨屏互動選秀實境鎖定電視、網路、直播共同播出，結合唱片、社群，設計專屬同名App，投票多元互動模式，傾力打造台灣新生代最強團體，2016年8月14日在酷瞧、天團星計畫app同步首播，徵求15～22歲想成為偶像的選手參加。
本節目採取先出道後淘汰，將從13堂課挑選出表現最好的成為藝人，每週將會有不同的導師來幫學員上課，不僅會以偶像男團或女團的姿態出道，更可獲得一百萬元獎金、唱片合約、遊戲橘子手遊代言，但前提是他們必需通過夢幻級導師陣容的嚴格訓練，固定導師有小煜、豆花妹、威廉、劉峻緯同時也是主持人（學長學姊），客座導師為納豆、孫協志、阿Ken、陳大天、關詩敏、大根、INX、藍波等輪翻上陣，評審陣容有藍波、王治平，客座評審為倪安東、陳建寧、劉明湘，觀眾可透過app與選手 互動、投票，觀眾投票人氣佔評分30%，課堂表現佔評分50%，第六集起是觀眾課堂各佔50%。不定期推出「成員直擊」直播，冠軍團隊除將獲百萬獎金，華研唱片也將量身打造專屬單曲，提供冠軍團隊前進廈門進行巡演，甚至有機會成為韓國製作公司「 DreamGeneration」天團星海外練習生！第一季於11月6號結束。

## 播出時間
本表僅供參考，可能與實際上播出的節目長度不同。

### 首播
| 星期   | 所在地 | 頻道          | 時段                          |
| ------ | ------ | ------------- | ----------------------------- |
| 星期日 | 臺灣   | 酷瞧          | 20:00-22:00 - 酷瞧app同步播出 |
| 星期日 | 臺灣   | 天團星計畫app | 20:00-22:00                   |

## 十八強學員與新晉學員
| 孔祥豪         | 各務孝太       | 翁振傑         | 林可綸         | 張珀榕（淘汰） |
| 徐韜           | 管煜正（淘汰） | 葉欣           | 吳沂瑾（淘汰） |                |
| 周羽蝶（淘汰） | 席子淇（淘汰） | 吳政學（淘汰） | 劉亭蘭         | 王柔方         |
| 劉漢霖（淘汰） | 張珉（淘汰）   | 陳佩吟（淘汰） | 鄭秋子（淘汰） |                |
| 王小丹         | 貝汯璘（淘汰） | 周睿德（淘汰） | 楊惠如         |                |

## 課程內容
| 集數 | 播出日期   | 導師/教練                                                                                               | 內容 | 淘汰/黑名單                        |
| 1    | 2016-8-14  | 情緒轉折導師：阿Ken、泳裝組導師：小煜、郭源元、拉麵組導師：豆花妹、劉峻緯、驚悚組導師：簡嫚書           | 本集阿Ken為成員上情緒轉折課，之後由阿Ken和4位主持人共同討論分成三組，「泳裝組」、「驚悚組 」、「拉麵組」進行實地操作，各組擇優參加手遊試鏡，試鏡後再從參與試鏡的學員擇優入選手遊拍攝。                                                                 | 黑名單：鄭秋子 無淘汰              |
| 2    | 2016-8-21  | 說話課導師：邰智源、男生組戲劇課導師：陳怡蓉、女生組戲劇課導師：謝祖武、戲劇試鏡課導師：謝念祖          | 本集邰智源為學員上說話課，接下來，邰智源把學員分成男女各一組，進行實地演出，男生組戲劇課的導師陳怡蓉，女生的導師則是謝祖武，由於本集是戲劇試鏡謝念祖為學員上戲劇試鏡課，男生組、女生組擇優各三位共6位參加短劇試鏡，試鏡後，再從6位中擇優一位入選參演。 | 黑名單：鄭秋子                     |
| 3    | 2016-8-28  | 綜藝課導師 沈玉琳、外景不要臉課導師 納豆、不尷尬自信導師 Hold住姐、綜藝遊戲實務 導師沈玉琳 ／ 助教 李懿 | 由荒謬大師沈玉琳教導成員們綜藝藝術，接著分為兩組；一組為納豆的外景課程；一組為hold住姐的自信課程，接著再回到綜藝課實地操作綜藝遊戲環節 | 黑名單：鄭秋子 無淘汰              |
| 4    | 2016-9-4   | 唱跳課導師 歐漢聲、發聲練習導師 李文智、舞蹈課 藍波、雙人合作淘汰賽 評審 陳建寧、歐漢聲                 | 歐漢聲分享舞台經驗，舞台上一定會遇到的突發狀況，以及示範當個唱跳歌手所必備的條件 接著進入成員訓練課程，發聲練習：李文智老師；舞蹈節奏課程：藍波老師 最後回到大舞台進行首輪淘汰賽（評審 陳建寧、歐漢聲）                                                | 淘汰：鄭秋子、張珉、劉漢霖、陳佩吟 |
| 5    | 2016-9-11  | 天堂組導師 郭彥均、威廉、地獄組導師 孫協志、蔡黃汝                                                      | 外景導師 孫協志、郭彥均分別帶領分組成員進行闖關任務遊戲，過程中導師打分數，最後淘汰一人 | 無淘汰                             |
| 6    | 2016-9-18  | 魅力導師 陳大天、評審導師 關詩敏                                                                        | 巨星打造（上） 成員分為男女兩隊，分別去兩間學校考驗個人魅力，女生組由陳大天教導如何展現個人魅力吸引觀眾，再由評審導師 關詩敏分享選秀節目經驗與唱歌技巧，最後導師出考題，女生再分為兩組進行練習與表演                                                   | 淘汰： （男）張珀榕 （女）吳沂瑾   |
| 7    | 2016-9-25  | 魅力導師 大根、韓流導師 ＩＮＸ                                                                          | 巨星打造（下） 成員分為男女兩隊，分別去兩間學校考驗個人魅力，男生組由大根教導幽默好感度吸引觀眾，再由特別嘉賓韓國團體ＩＮＸ指導男團舞蹈魅力，最後男生組再分為自彈自唱組、唱跳組進行考核                                                                | 淘汰： （男）張珀榕 （女）吳沂瑾   |
| 8    | 2016-10-2  | 新生甄選賽、才藝淘汰賽—個人舞台魅力                                                                     | 新生甄選賽、才藝淘汰賽—個人舞台魅力 | 淘汰：周羽蝶、管煜正、吳政學       |
| 9    | 2016-10-9  | pk賽—向偶像致敬                                                                                         | pk賽—向偶像致敬 | 淘汰：貝汯璘、周睿德、詹雅涵       |
| 10   | 2016-10-16 | 體能課教練：蔣政（前半）                                                                                | 體能訓練課程，成員們來到健身房訓練唱跳所需體能（前半） | 無黑名單 無淘汰                    |
| 10   | 2016-10-16 | 評審：陳建寧、藍波、周定緯（後半）                                                                      | 男女團PK積分賽：經典偶像歌曲挑戰（後半） |                                    |
| 11   | 2016-10-23 | 動作課指導教練：洪昰顥、動作課助理指導教練：周岳霖、李紹朋（前半）                                      | 武打戲劇課程，成員們體驗武打動作片會使用到的特技裝備，吊鋼絲、爆破、道具槍、武術套招，最後拍攝成品短片（前半） |                                    |
| 11   | 2016-10-23 | 評審：王治平、藍波、沈建宏、劉明湘（後半）                                                              | 男女團PK積分賽：天堂與地獄挑戰（後半） |                                    |
| 12   | 2016-10-30 | 街頭人氣拉票                                                                                            | 街頭人氣拉票 |                                    |
| 13   | 2016-11-06 | 總決賽LIVE                                                                                              | 總決賽LIVE | 總決賽LIVE                         |

## 比賽內容

### 新生甄選賽
| - 集數：第8集 - 首播日期：2016/10/02 - 評審：陳建寧、藍波。 - 比賽標準：製作單位從眾多報名者中，選出6位參賽者，6位參賽者將選擇唱歌或跳舞進行 表演，評審再從參賽者中選出表現優異晉級成為正式生。 - 比賽結果：「貝紘麟、楊惠如、王小丹、周睿德」，成為正式生 |

才藝淘汰賽—個人舞台魅力
| - 集數：第8集 - 首播日期：2016/10/02 - 評審：王治平、藍波 - 比賽標準：本週學員們，將選擇自己最擅長的表演，盡情展現個人舞台魅力，本集評審將會開會討論，在節目最後淘汰相對較弱的學員。 - 比賽結果：「周羽蝶、管煜正、吳政學」淘汰 |

### pk賽—向偶像致敬
| - 集數：第9集 - 首播日期：2016/10/09 - 評審：王治平、藍波、倪安東 - 比賽標準：將讓學員們表演自己所喜愛的偶像的音樂作品，並加以改編、創新，用自己的風格詮釋，然而，這次的淘汰賽將以PK方式進行，由學員抽出自己的對手，在舞台上一決高下。 - 比賽結果：「貝汯璘、周瑞德、詹雅涵」淘汰 |

### 男女團PK積分賽：經典偶像歌曲挑戰
| - 集數：第10集 - 首播日期： - 評審： - 比賽標準： - 比賽結果： |

### 男女團PK積分賽：天堂與地獄挑戰
| - 集數：第11集 - 首播日期： - 評審： - 比賽標準： - 比賽結果： |

### 街頭人氣拉票
| - 集數：第12集 - 首播日期：2016/10/30 - 拉票嘉賓：啦啦隊（女生組/天堂組）、叫賣哥（男生/天堂組） - 比賽標準：拉票共分3輪，在西門町舉行與錄製，分為天堂、地獄組，每一輪將抽籤決定男團還是女團是天堂組還是地獄組 - 比賽結果：男團獲勝 |

### 總決賽LIVE
| - 集數：第13集 - 首播日期：2016/11/06 - 評審：謝祖武、孫協志、王治平、藍波 - 比賽標準：本集以LIVE方式播出，本集開啟邊看邊投功能，最後，積分方式為評審的分數與邊看邊投人氣加總，總分較高者，將正式出道。 - 比賽結果：由女團Color five勝出，正式出道 |

## 節目冠名
| 平台 | 節目名稱         | 冠名贊助廠商           | 開始日期      | 結束日期      | 備註 |
| ---- | ---------------- | ---------------------- | ------------- | ------------- | ---- |
| 酷瞧 | 天團星計畫PLAN-S | 台灣勁舞團股份有限公司 | 2016年8月14日 | 2016年11月7日 |      |

## 外部連結
- 天團星計畫的Facebook專頁
- 天團星計畫APP iOS下載頁面[永久]